# Убага Коста (Империја)
Убага Коста је насеље у Италији у округу Империја, региону Лигурија.
Према процени из 2011. у насељу је живело 10 становника. Насеље се налази на надморској висини од 438 м.